# ケンタッキー州の都市圏の一覧
本項目はケンタッキー州の都市圏の一覧（ケンタッキーしゅうのとしけんのいちらん）である。
アメリカ合衆国国勢調査局は、ケンタッキー州に合同統計地域（CSA/広域都市圏）8ヶ所、大都市統計地域（MSA/都市圏）9ヶ所、および小都市統計地域（μSA/小都市圏）15ヶ所を定義している。下表には、左列より以下の情報を示す。
- 合同統計地域（定義されている場合）の名称
- 合同統計地域の人口
- コアベース統計地域（大都市統計地域および小都市統計地域）の名称
- コアベース統計地域の人口
- 各統計地域に含まれる郡の名称
- 各統計地域に含まれる郡の人口

なお、下表においては、ケンタッキー州と他州にまたがる合同統計地域およびコアベース統計地域については、名称と統計地域の総人口を青緑色で、ケンタッキー州内の人口を黒色でそれぞれ示す。また、他州のコアベース統計地域および郡については、その名称と人口を緑色でそれぞれ示す。
下表における人口の数値はすべて2020年に行われた国勢調査時のものである。また、合同統計地域、コアベース統計地域（大都市統計地域・小都市統計地域）のいずれも、2023年7月21日時点での定義に従う。

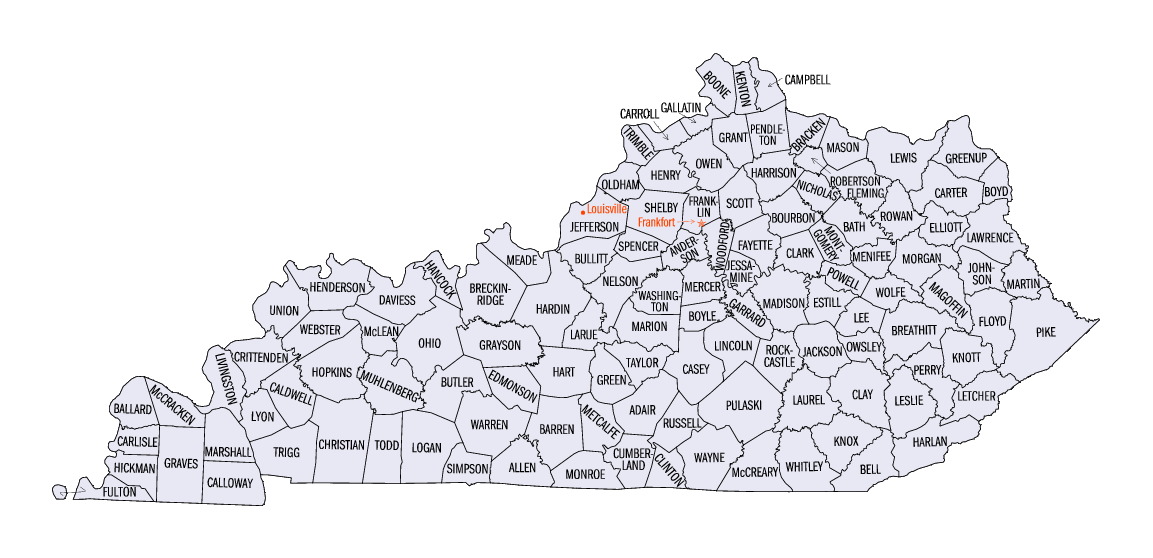
ケンタッキー州の120郡を示す地図

| 合同統計地域                                                         | 人口                | コアベース統計地域                 | 人口                | 郡                               | 人口    |
| -------------------------------------------------------------------- | ------------------- | ---------------------------------- | ------------------- | -------------------------------- | ------- |
| ルイビル・ジェファーソン郡・エリザベスタウン広域都市圏               | 1,487,749 1,218,336 | ルイビル・ジェファーソン郡都市圏   | 1,362,180 1,092,767 | ジェファーソン郡                 | 782,969 |
| ルイビル・ジェファーソン郡・エリザベスタウン広域都市圏               | 1,487,749 1,218,336 | ルイビル・ジェファーソン郡都市圏   | 1,362,180 1,092,767 | インディアナ州クラーク郡         | 121,093 |
| ルイビル・ジェファーソン郡・エリザベスタウン広域都市圏               | 1,487,749 1,218,336 | ルイビル・ジェファーソン郡都市圏   | 1,362,180 1,092,767 | ブリット郡                       | 82,217  |
| ルイビル・ジェファーソン郡・エリザベスタウン広域都市圏               | 1,487,749 1,218,336 | ルイビル・ジェファーソン郡都市圏   | 1,362,180 1,092,767 | インディアナ州フロイド郡         | 80,484  |
| ルイビル・ジェファーソン郡・エリザベスタウン広域都市圏               | 1,487,749 1,218,336 | ルイビル・ジェファーソン郡都市圏   | 1,362,180 1,092,767 | オールダム郡                     | 67,607  |
| ルイビル・ジェファーソン郡・エリザベスタウン広域都市圏               | 1,487,749 1,218,336 | ルイビル・ジェファーソン郡都市圏   | 1,362,180 1,092,767 | シェルビー郡                     | 48,065  |
| ルイビル・ジェファーソン郡・エリザベスタウン広域都市圏               | 1,487,749 1,218,336 | ルイビル・ジェファーソン郡都市圏   | 1,362,180 1,092,767 | ネルソン郡                       | 46,738  |
| ルイビル・ジェファーソン郡・エリザベスタウン広域都市圏               | 1,487,749 1,218,336 | ルイビル・ジェファーソン郡都市圏   | 1,362,180 1,092,767 | インディアナ州ハリソン郡         | 39,654  |
| ルイビル・ジェファーソン郡・エリザベスタウン広域都市圏               | 1,487,749 1,218,336 | ルイビル・ジェファーソン郡都市圏   | 1,362,180 1,092,767 | ミード郡                         | 30,003  |
| ルイビル・ジェファーソン郡・エリザベスタウン広域都市圏               | 1,487,749 1,218,336 | ルイビル・ジェファーソン郡都市圏   | 1,362,180 1,092,767 | インディアナ州ワシントン郡       | 28,182  |
| ルイビル・ジェファーソン郡・エリザベスタウン広域都市圏               | 1,487,749 1,218,336 | ルイビル・ジェファーソン郡都市圏   | 1,362,180 1,092,767 | スペンサー郡                     | 19,490  |
| ルイビル・ジェファーソン郡・エリザベスタウン広域都市圏               | 1,487,749 1,218,336 | ルイビル・ジェファーソン郡都市圏   | 1,362,180 1,092,767 | ヘンリー郡                       | 15,678  |
| ルイビル・ジェファーソン郡・エリザベスタウン広域都市圏               | 1,487,749 1,218,336 | エリザベスタウン都市圏             | 125,569             | ハーディン郡                     | 110,702 |
| ルイビル・ジェファーソン郡・エリザベスタウン広域都市圏               | 1,487,749 1,218,336 | エリザベスタウン都市圏             | 125,569             | ラルー郡                         | 14,867  |
| レキシントン・ファイエット・リッチモンド・フランクフォート広域都市圏 | 762,082             | レキシントン・ファイエット都市圏   | 516,811             | ファイエット郡                   | 322,570 |
| レキシントン・ファイエット・リッチモンド・フランクフォート広域都市圏 | 762,082             | レキシントン・ファイエット都市圏   | 516,811             | スコット郡                       | 57,155  |
| レキシントン・ファイエット・リッチモンド・フランクフォート広域都市圏 | 762,082             | レキシントン・ファイエット都市圏   | 516,811             | ジェサミン郡                     | 52,991  |
| レキシントン・ファイエット・リッチモンド・フランクフォート広域都市圏 | 762,082             | レキシントン・ファイエット都市圏   | 516,811             | クラーク郡                       | 36,972  |
| レキシントン・ファイエット・リッチモンド・フランクフォート広域都市圏 | 762,082             | レキシントン・ファイエット都市圏   | 516,811             | ウッドフォード郡                 | 26,871  |
| レキシントン・ファイエット・リッチモンド・フランクフォート広域都市圏 | 762,082             | レキシントン・ファイエット都市圏   | 516,811             | バーボン郡                       | 20,252  |
| レキシントン・ファイエット・リッチモンド・フランクフォート広域都市圏 | 762,082             | リッチモンド・ベレア小都市圏       | 122,901             | マディソン郡                     | 92,701  |
| レキシントン・ファイエット・リッチモンド・フランクフォート広域都市圏 | 762,082             | リッチモンド・ベレア小都市圏       | 122,901             | ロックキャッスル郡               | 16,037  |
| レキシントン・ファイエット・リッチモンド・フランクフォート広域都市圏 | 762,082             | リッチモンド・ベレア小都市圏       | 122,901             | エスティル郡                     | 14,163  |
| レキシントン・ファイエット・リッチモンド・フランクフォート広域都市圏 | 762,082             | フランクフォート小都市圏           | 75,393              | フランクリン郡                   | 51,541  |
| レキシントン・ファイエット・リッチモンド・フランクフォート広域都市圏 | 762,082             | フランクフォート小都市圏           | 75,393              | アンダーソン郡                   | 23,852  |
| レキシントン・ファイエット・リッチモンド・フランクフォート広域都市圏 | 762,082             | マウントスターリング小都市圏       | 46,977              | モントゴメリー郡                 | 28,114  |
| レキシントン・ファイエット・リッチモンド・フランクフォート広域都市圏 | 762,082             | マウントスターリング小都市圏       | 46,977              | バス郡                           | 12,750  |
| レキシントン・ファイエット・リッチモンド・フランクフォート広域都市圏 | 762,082             | マウントスターリング小都市圏       | 46,977              | メニフィー郡                     | 6,113   |
| シンシナティ・ウィルミントン広域都市圏                               | 2,291,815 454,783   | シンシナティ都市圏                 | 2,249,797 454,783   | オハイオ州ハミルトン郡           | 830,639 |
| シンシナティ・ウィルミントン広域都市圏                               | 2,291,815 454,783   | シンシナティ都市圏                 | 2,249,797 454,783   | オハイオ州バトラー郡             | 390,357 |
| シンシナティ・ウィルミントン広域都市圏                               | 2,291,815 454,783   | シンシナティ都市圏                 | 2,249,797 454,783   | オハイオ州ウォーレン郡           | 242,337 |
| シンシナティ・ウィルミントン広域都市圏                               | 2,291,815 454,783   | シンシナティ都市圏                 | 2,249,797 454,783   | オハイオ州クラーモント郡         | 208,601 |
| シンシナティ・ウィルミントン広域都市圏                               | 2,291,815 454,783   | シンシナティ都市圏                 | 2,249,797 454,783   | ケントン郡                       | 169,064 |
| シンシナティ・ウィルミントン広域都市圏                               | 2,291,815 454,783   | シンシナティ都市圏                 | 2,249,797 454,783   | ブーン郡                         | 135,968 |
| シンシナティ・ウィルミントン広域都市圏                               | 2,291,815 454,783   | シンシナティ都市圏                 | 2,249,797 454,783   | キャンベル郡                     | 93,076  |
| シンシナティ・ウィルミントン広域都市圏                               | 2,291,815 454,783   | シンシナティ都市圏                 | 2,249,797 454,783   | インディアナ州ディアボーン郡     | 50,679  |
| シンシナティ・ウィルミントン広域都市圏                               | 2,291,815 454,783   | シンシナティ都市圏                 | 2,249,797 454,783   | オハイオ州ブラウン郡             | 43,676  |
| シンシナティ・ウィルミントン広域都市圏                               | 2,291,815 454,783   | シンシナティ都市圏                 | 2,249,797 454,783   | グラント郡                       | 24,941  |
| シンシナティ・ウィルミントン広域都市圏                               | 2,291,815 454,783   | シンシナティ都市圏                 | 2,249,797 454,783   | インディアナ州フランクリン郡     | 22,785  |
| シンシナティ・ウィルミントン広域都市圏                               | 2,291,815 454,783   | シンシナティ都市圏                 | 2,249,797 454,783   | ペンドルトン郡                   | 14,644  |
| シンシナティ・ウィルミントン広域都市圏                               | 2,291,815 454,783   | シンシナティ都市圏                 | 2,249,797 454,783   | ギャラティン郡                   | 8,690   |
| シンシナティ・ウィルミントン広域都市圏                               | 2,291,815 454,783   | シンシナティ都市圏                 | 2,249,797 454,783   | ブラッケン郡                     | 8,400   |
| シンシナティ・ウィルミントン広域都市圏                               | 2,291,815 454,783   | シンシナティ都市圏                 | 2,249,797 454,783   | インディアナ州オハイオ郡         | 5,940   |
| シンシナティ・ウィルミントン広域都市圏                               | 2,291,815 454,783   | ウィルミントン小都市圏             | 42,018              | オハイオ州クリントン郡           | 42,018  |
| ボーリンググリーン・グラスゴー・フランクリン広域都市圏               | 254,004             | ボーリンググリーン都市圏           | 179,639             | ウォーレン郡                     | 134,554 |
| ボーリンググリーン・グラスゴー・フランクリン広域都市圏               | 254,004             | ボーリンググリーン都市圏           | 179,639             | アレン郡                         | 20,588  |
| ボーリンググリーン・グラスゴー・フランクリン広域都市圏               | 254,004             | ボーリンググリーン都市圏           | 179,639             | バトラー郡                       | 12,371  |
| ボーリンググリーン・グラスゴー・フランクリン広域都市圏               | 254,004             | ボーリンググリーン都市圏           | 179,639             | エドモンソン郡                   | 12,126  |
| ボーリンググリーン・グラスゴー・フランクリン広域都市圏               | 254,004             | グラスゴー小都市圏                 | 54,771              | バーレン郡                       | 44,485  |
| ボーリンググリーン・グラスゴー・フランクリン広域都市圏               | 254,004             | グラスゴー小都市圏                 | 54,771              | メトカーフ郡                     | 10,286  |
| ボーリンググリーン・グラスゴー・フランクリン広域都市圏               | 254,004             | フランクリン小都市圏               | 19,594              | シンプソン郡                     | 19,594  |
| ミドルズボロ・コービン広域都市圏                                     | 173,960             | コービン小都市圏                   | 149,863             | ローレル郡                       | 62,613  |
| ミドルズボロ・コービン広域都市圏                                     | 173,960             | コービン小都市圏                   | 149,863             | ウィットリー郡                   | 36,712  |
| ミドルズボロ・コービン広域都市圏                                     | 173,960             | コービン小都市圏                   | 149,863             | ノックス郡                       | 30,193  |
| ミドルズボロ・コービン広域都市圏                                     | 173,960             | コービン小都市圏                   | 149,863             | クレイ郡                         | 20,345  |
| ミドルズボロ・コービン広域都市圏                                     | 173,960             | ミドルズボロ小都市圏               | 24,097              | ベル郡                           | 24,097  |
| チャールストン・ハンティントン・アシュランド広域都市圏               | 660,768 127,143     | ハンティントン・アシュランド都市圏 | 376,155 127,143     | ウェストバージニア州キャベル郡   | 94,350  |
| チャールストン・ハンティントン・アシュランド広域都市圏               | 660,768 127,143     | ハンティントン・アシュランド都市圏 | 376,155 127,143     | オハイオ州ローレンス郡           | 58,240  |
| チャールストン・ハンティントン・アシュランド広域都市圏               | 660,768 127,143     | ハンティントン・アシュランド都市圏 | 376,155 127,143     | ウェストバージニア州パットナム郡 | 57,440  |
| チャールストン・ハンティントン・アシュランド広域都市圏               | 660,768 127,143     | ハンティントン・アシュランド都市圏 | 376,155 127,143     | ボイド郡                         | 48,261  |
| チャールストン・ハンティントン・アシュランド広域都市圏               | 660,768 127,143     | ハンティントン・アシュランド都市圏 | 376,155 127,143     | ウェストバージニア州ウェイン郡   | 38,982  |
| チャールストン・ハンティントン・アシュランド広域都市圏               | 660,768 127,143     | ハンティントン・アシュランド都市圏 | 376,155 127,143     | グリーナップ郡                   | 35,962  |
| チャールストン・ハンティントン・アシュランド広域都市圏               | 660,768 127,143     | ハンティントン・アシュランド都市圏 | 376,155 127,143     | カーター郡                       | 26,627  |
| チャールストン・ハンティントン・アシュランド広域都市圏               | 660,768 127,143     | ハンティントン・アシュランド都市圏 | 376,155 127,143     | ローレンス郡                     | 16,293  |
| チャールストン・ハンティントン・アシュランド広域都市圏               | 660,768 127,143     | チャールストン都市圏               | 210,605             | ウェストバージニア州カノーワ郡   | 180,745 |
| チャールストン・ハンティントン・アシュランド広域都市圏               | 660,768 127,143     | チャールストン都市圏               | 210,605             | ウェストバージニア州ブーン郡     | 21,809  |
| チャールストン・ハンティントン・アシュランド広域都市圏               | 660,768 127,143     | チャールストン都市圏               | 210,605             | ウェストバージニア州クレイ郡     | 8,051   |
| チャールストン・ハンティントン・アシュランド広域都市圏               | 660,768 127,143     | ポーツマス小都市圏                 | 74,008              | オハイオ州サイオト郡             | 74,008  |
| パデューカ・メイフィールド広域都市圏                                 | 140,135 125,966     | パデューカ都市圏                   | 103,486 89,317      | マクラッケン郡                   | 67,875  |
| パデューカ・メイフィールド広域都市圏                                 | 140,135 125,966     | パデューカ都市圏                   | 103,486 89,317      | イリノイ州マサック郡             | 14,169  |
| パデューカ・メイフィールド広域都市圏                                 | 140,135 125,966     | パデューカ都市圏                   | 103,486 89,317      | リビングストン郡                 | 8,888   |
| パデューカ・メイフィールド広域都市圏                                 | 140,135 125,966     | パデューカ都市圏                   | 103,486 89,317      | バラード郡                       | 7,728   |
| パデューカ・メイフィールド広域都市圏                                 | 140,135 125,966     | パデューカ都市圏                   | 103,486 89,317      | カーライル郡                     | 4,826   |
| パデューカ・メイフィールド広域都市圏                                 | 140,135 125,966     | メイフィールド小都市圏             | 36,649              | グレイブス郡                     | 36,649  |
|                                                                      |                     | オーエンズボロ都市圏               | 112,464             | デイビース郡                     | 103,312 |
| マクリーン郡                                                         | 9,152               | オーエンズボロ都市圏               | 112,464             |                                  |         |
|                                                                      |                     | パイクビル小都市圏                 | 94,611              | パイク郡                         | 58,669  |
| フロイド郡                                                           | 35,942              | パイクビル小都市圏                 | 94,611              |                                  |         |
|                                                                      |                     | クラークスビル都市圏               | 320,535 86,809      | テネシー州モントゴメリー郡       | 220,069 |
| クリスチャン郡                                                       | 72,748              | クラークスビル都市圏               | 320,535 86,809      |                                  |         |
| トリッグ郡                                                           | 14,061              | クラークスビル都市圏               | 320,535 86,809      |                                  |         |
| テネシー州スチュアート郡                                             | 13,657              | クラークスビル都市圏               | 320,535 86,809      |                                  |         |
|                                                                      |                     | ソマーセット小都市圏               | 65,034              | プラスキ郡                       | 65,034  |
| エバンズビル・ヘンダーソン広域都市圏                                 | 327,066 57,810      | エバンズビル都市圏                 | 269,256             | インディアナ州バンダーバーグ郡   | 180,136 |
| エバンズビル・ヘンダーソン広域都市圏                                 | 327,066 57,810      | エバンズビル都市圏                 | 269,256             | インディアナ州ウォリック郡       | 63,898  |
| エバンズビル・ヘンダーソン広域都市圏                                 | 327,066 57,810      | エバンズビル都市圏                 | 269,256             | インディアナ州ポージー郡         | 25,222  |
| エバンズビル・ヘンダーソン広域都市圏                                 | 327,066 57,810      | ヘンダーソン小都市圏               | 57,810              | ヘンダーソン郡                   | 44,793  |
| エバンズビル・ヘンダーソン広域都市圏                                 | 327,066 57,810      | ヘンダーソン小都市圏               | 57,810              | ウェブスター郡                   | 13,017  |
|                                                                      |                     | ダンビル小都市圏                   | 54,889              | ボイル郡                         | 30,614  |
| リンカーン郡                                                         | 24,275              | ダンビル小都市圏                   | 54,889              |                                  |         |
|                                                                      |                     | マディソンビル小都市圏             | 45,423              | ホプキンス郡                     | 45,423  |
|                                                                      |                     | キャンベルズビル小都市圏           | 37,130              | テイラー郡                       | 26,023  |
| グリーン郡                                                           | 11,107              | キャンベルズビル小都市圏           | 37,130              |                                  |         |
|                                                                      |                     | マレー小都市圏                     | 37,103              | カロウェイ郡                     | 37,103  |
| （設定無し）                                                         | （設定無し）        | （設定無し）                       | （設定無し）        | マーシャル郡                     | 31,659  |
| （設定無し）                                                         | （設定無し）        | （設定無し）                       | （設定無し）        | ミューレンバーグ郡               | 30,928  |
| （設定無し）                                                         | （設定無し）        | （設定無し）                       | （設定無し）        | ペリー郡                         | 28,473  |
| （設定無し）                                                         | （設定無し）        | （設定無し）                       | （設定無し）        | ローガン郡                       | 27,432  |
| （設定無し）                                                         | （設定無し）        | （設定無し）                       | （設定無し）        | ハーラン郡                       | 26,831  |
| （設定無し）                                                         | （設定無し）        | （設定無し）                       | （設定無し）        | グレイソン郡                     | 26,420  |
| （設定無し）                                                         | （設定無し）        | （設定無し）                       | （設定無し）        | ローワン郡                       | 24,662  |
| （設定無し）                                                         | （設定無し）        | （設定無し）                       | （設定無し）        | オハイオ郡                       | 23,772  |
| （設定無し）                                                         | （設定無し）        | （設定無し）                       | （設定無し）        | ジョンソン郡                     | 22,680  |
| （設定無し）                                                         | （設定無し）        | （設定無し）                       | （設定無し）        | マーサー郡                       | 22,641  |
| （設定無し）                                                         | （設定無し）        | （設定無し）                       | （設定無し）        | レッチャー郡                     | 21,548  |
| （設定無し）                                                         | （設定無し）        | （設定無し）                       | （設定無し）        | ブレッキンリッジ郡               | 20,432  |
| （設定無し）                                                         | （設定無し）        | （設定無し）                       | （設定無し）        | マリオン郡                       | 19,581  |
| （設定無し）                                                         | （設定無し）        | （設定無し）                       | （設定無し）        | ウェイン郡                       | 19,555  |
| （設定無し）                                                         | （設定無し）        | （設定無し）                       | （設定無し）        | ハート郡                         | 19,288  |
| （設定無し）                                                         | （設定無し）        | （設定無し）                       | （設定無し）        | アデア郡                         | 18,903  |
| （設定無し）                                                         | （設定無し）        | （設定無し）                       | （設定無し）        | ハリソン郡                       | 18,692  |
| （設定無し）                                                         | （設定無し）        | （設定無し）                       | （設定無し）        | ラッセル郡                       | 17,991  |
| （設定無し）                                                         | （設定無し）        | （設定無し）                       | （設定無し）        | メイソン郡                       | 17,120  |
| （設定無し）                                                         | （設定無し）        | （設定無し）                       | （設定無し）        | ゲアリド郡                       | 16,953  |
| （設定無し）                                                         | （設定無し）        | （設定無し）                       | （設定無し）        | マクリアリー郡                   | 16,888  |
| （設定無し）                                                         | （設定無し）        | （設定無し）                       | （設定無し）        | ケーシー郡                       | 15,941  |
| （設定無し）                                                         | （設定無し）        | （設定無し）                       | （設定無し）        | フレミング郡                     | 15,082  |
| （設定無し）                                                         | （設定無し）        | （設定無し）                       | （設定無し）        | ノット郡                         | 14,251  |
| （設定無し）                                                         | （設定無し）        | （設定無し）                       | （設定無し）        | モーガン郡                       | 13,726  |
| （設定無し）                                                         | （設定無し）        | （設定無し）                       | （設定無し）        | ブレシット郡                     | 13,718  |
| （設定無し）                                                         | （設定無し）        | （設定無し）                       | （設定無し）        | ユニオン郡                       | 13,668  |
| （設定無し）                                                         | （設定無し）        | （設定無し）                       | （設定無し）        | パウエル郡                       | 13,129  |
| （設定無し）                                                         | （設定無し）        | （設定無し）                       | （設定無し）        | ルイス郡                         | 13,080  |
| （設定無し）                                                         | （設定無し）        | （設定無し）                       | （設定無し）        | ジャクソン郡                     | 12,955  |
| （設定無し）                                                         | （設定無し）        | （設定無し）                       | （設定無し）        | コールドウェル郡                 | 12,649  |
| （設定無し）                                                         | （設定無し）        | （設定無し）                       | （設定無し）        | トッド郡                         | 12,243  |
| （設定無し）                                                         | （設定無し）        | （設定無し）                       | （設定無し）        | ワシントン郡                     | 12,027  |
| （設定無し）                                                         | （設定無し）        | （設定無し）                       | （設定無し）        | マゴフィン郡                     | 11,637  |
| （設定無し）                                                         | （設定無し）        | （設定無し）                       | （設定無し）        | モンロー郡                       | 11,338  |
| （設定無し）                                                         | （設定無し）        | （設定無し）                       | （設定無し）        | マーティン郡                     | 11,287  |
| （設定無し）                                                         | （設定無し）        | （設定無し）                       | （設定無し）        | オーエン郡                       | 11,278  |
| （設定無し）                                                         | （設定無し）        | （設定無し）                       | （設定無し）        | キャロル郡                       | 10,810  |
| （設定無し）                                                         | （設定無し）        | （設定無し）                       | （設定無し）        | レスリー郡                       | 10,513  |
| （設定無し）                                                         | （設定無し）        | （設定無し）                       | （設定無し）        | クリントン郡                     | 9,253   |
| （設定無し）                                                         | （設定無し）        | （設定無し）                       | （設定無し）        | ハンコック郡                     | 9,095   |
| （設定無し）                                                         | （設定無し）        | （設定無し）                       | （設定無し）        | クリッテンデン郡                 | 8,990   |
| （設定無し）                                                         | （設定無し）        | （設定無し）                       | （設定無し）        | ライアン郡                       | 8,680   |
| （設定無し）                                                         | （設定無し）        | （設定無し）                       | （設定無し）        | トリンブル郡                     | 8,474   |
| （設定無し）                                                         | （設定無し）        | （設定無し）                       | （設定無し）        | ニコラス郡                       | 7,537   |
| （設定無し）                                                         | （設定無し）        | （設定無し）                       | （設定無し）        | リー郡                           | 7,395   |
| （設定無し）                                                         | （設定無し）        | （設定無し）                       | （設定無し）        | エリオット郡                     | 7,354   |
| （設定無し）                                                         | （設定無し）        | （設定無し）                       | （設定無し）        | ウルフ郡                         | 6,562   |
| （設定無し）                                                         | （設定無し）        | （設定無し）                       | （設定無し）        | フルトン郡                       | 6,515   |
| （設定無し）                                                         | （設定無し）        | （設定無し）                       | （設定無し）        | カンバーランド郡                 | 5,888   |
| （設定無し）                                                         | （設定無し）        | （設定無し）                       | （設定無し）        | ヒックマン郡                     | 4,521   |
| （設定無し）                                                         | （設定無し）        | （設定無し）                       | （設定無し）        | オウスリー郡                     | 4,051   |
| （設定無し）                                                         | （設定無し）        | （設定無し）                       | （設定無し）        | ロバートソン郡                   | 2,193   |

## 註
1. ↑  QuickFacts. U.S. Census Bureau. 2020年.
2. ↑  OMB Bulletin No. 23-01, Revised Delineations of Metropolitan Statistical Areas, Micropolitan Statistical Areas, and Combined Statistical Areas, and Guidance on Uses of the Delineations of These Areas. Office of Management and Budget. 2023年7月21日.